# Renémesnil
Renémesnil est une ancienne commune française du département du Calvados et la région Normandie, intégrée à la commune de Cauvicourt en 1829.

## Histoire
La commune est intégrée à la commune de Cauvicourt le 16 septembre 1829.

## Administration
| Période | Période | Identité | Étiquette | Qualité |
| ------- | ------- | -------- | --------- | ------- |
|         |         |          |           |         |

## Démographie
| 1793 | 1800 | 1806 | 1821 |
| ---- | ---- | ---- | ---- |
| 60   | 35   | 46   | 18   |

## Lieux et monuments
- Maison de maitre du XVIIIe siècle, porche et colombier.
- Traces de l'ancienne église Saint-Pierre.